# Brachylophus
Genre
Brachylophus est un genre de sauriens de la famille des Iguanidae.

## Répartition
Les espèces de ce genre se rencontrent en Océanie.

## Description
Les espèces de ce genre ont un corps assez massif, avec une longue queue et de grandes rayures. Les couleurs vont du blanc au vert sombre. Ces reptiles sont diurnes et plutôt arboricoles.
Ils pourraient descendre d'iguanes partis à la dérive sur plus de 8 000 km depuis l'Amérique centrale ou l'Amérique du Sud. Une autre théorie implique la dispersion via une supposée lignée d'iguanes, qui serait désormais éteinte, ayant vécu en Australie ou en Asie.

## Liste des espèces
Selon The Reptile Database (9 novembre 2017) :
- Brachylophus bulabula Fisher, Harlow, Edwards & Keogh, 2008
- Brachylophus fasciatus (Brongniart, 1800)
- Brachylophus gau Fisher, Niukula, Watling & Harlow, 2017
- Brachylophus vitiensis Gibbons, 1981

## Publication originale
- Cuvier, 1829 : Le Règne Animal Distribué, d'après son Organisation, pour servir de base à l'Histoire naturelle des Animaux et d'introduction à l'Anatomie Comparé. Nouvelle Edition [second edition]. Vol. 2. Les Reptiles. Déterville, Paris, p. 1-406 (texte intégral).